# Laurina Fazer
Laurina Monique Fazer (* 13. Oktober 2003 in Argenteuil) ist eine französisch-guadeloupische Fußballspielerin.

## Karriere

### Klub
In jungen Jahren spielte sie in der Jugend von ASC Val d'Argenteuil. Ab 2010 schloss sie sich PSG an, wo sie seit der Saison 2020/21 in der ersten Mannschaft zum Einsatz kam. Ihr Debüt in der ersten Liga gab sie am 14. November 2020 bei einem 14:0-Sieg über FF Issy.
Die UEFA zählte sie 2023 zu den zehn vielversprechendsten jungen Fußballerinnen.

### Nationalmannschaft
Mit der französischen U17 nahm sie an der Qualifikation zur Europameisterschaft 2020 teil. Aufgrund der COVID-19-Pandemie wurde diese aber vor Beginn der Eliterunde abgebrochen. Ab dem Jahr 2021 war sie in der U19 aktiv und qualifizierte sich für die Europameisterschaft 2022. Dort spielte sie vermutlich nicht mit, sondern führte die U20-Auswahl nach dem Sud Ladies Cup 2022 auch bei der Weltmeisterschaft 2022 an. Dort erreichte sie mit ihrem Team das Viertelfinale.
Kurz danach erhielt sie eine Nominierung für die A-Nationalmannschaft, für welche sie erstmals am 7. April 2023 bei einem 5:2-Freundschaftsspielsieg über Kolumbien eingesetzt wurde. Hier wurde sie zur 89. Minute für 
Selma Bacha eingewechselt. Danach folgten im selben Jahr noch ein paar weitere Freundschaftsspieleinsätze.
Am 4. Juli 2023 wurde sie für den Kader bei der WM 2023 nominiert, in einem der fünf Spielen ihres Teams eingesetzt und schied mit der Mannschaft im Viertelfinale nach Elfmeterschießen gegen die Australierinnen aus.